# Agapetus rossi
Agapetus rossi är en nattsländeart som beskrevs av Donald G. Denning 1941. Agapetus rossi ingår i släktet Agapetus och familjen stenhusnattsländor. Inga underarter finns listade i Catalogue of Life.